# Cripley Meadow
Die Insel Cripley Meadow liegt zwischen dem Castle Mill Stream, einem Nebenarm der Themse, der Cotswold-Line-Eisenbahnlinie im Osten und Fiddler’s Island Stream sowie Fiddler’s Island am Hauptarm der Themse im Westen, in Oxford, England. Südlich der Insel befindet sich der Sheepwash Channel, der den Oxford-Kanal mit der Themse verbindet. Nördlich liegt auf einer weiteren Insel die große Gemeindeflur Port Meadow.

## Geschichte
1865 eröffnete sich die Möglichkeit, dass die Great Western Railway (GWR) ein bedeutender Arbeitgeber in Oxford werden könnte. Der Waggonbau der Eisenbahngesellschaft sollte aus London verlegt werden und dies bedeutete 1500 Arbeitsplätze. Die City of Oxford Corporation, die 30 Jahre früher noch gegen die Eisenbahn aufgetreten war, bot eine Pacht von Cripley Meadow für die Werkstätten an. Die Begeisterung für das Vorhaben war groß. Nur die University of Oxford, angeführt von Goldwin Smith, einem Historiker am University College, sprach sich gegen das Vorhaben aus. Ein Vertrag für Cripley Meadow war bereits ausgearbeitet, als es einen Wechsel in der Verwaltungsspitze der GWR gab und die Werkstätten in Swindon angesiedelt wurden.

## Kleingärten
Vor 1891 wurde die Insel als Pferdewiese und zur Heugewinnung genutzt. Im März 1891 wurden ungefähr 14 Acres Land an die North Oxford and Jericho Allotments Association für Kleingärten verpachtet. Im Laufe der nächsten Jahre wurde durch die Ablagerung von Abfällen das Land über das Niveau des Flusses angehoben.
Heute wird die Cripley Meadow Allotment Association durch ein jährlich gewähltes Komitee verwaltet. Die Stadt Oxford vermietet das Land an die Organisation und überlässt dieser die Verwaltung. Nach 2004 wurden 160 Kleingärten wieder nutzbar gemacht.
Es gibt auch eine Obstplantage, den Cripley Island Orchard.

## Bebauung

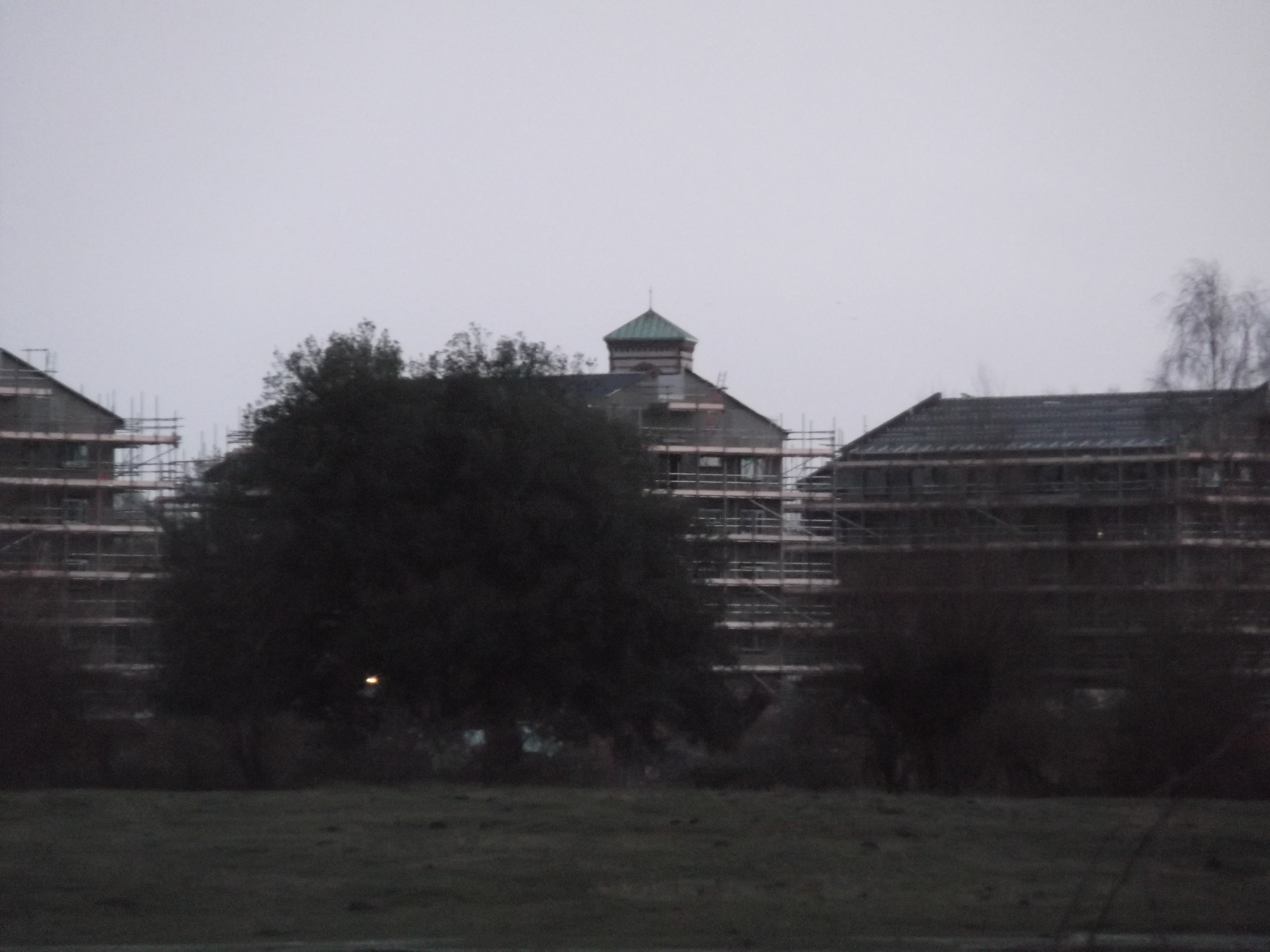
Die Sicht auf die St.-Barnabas-Kirche in Oxford wird durch die Neubauten der Studentenwohnheime aus wenigstens einer Perspektive nahezu verdeckt.

2012 wurde mit dem Bau der Studentenwohnanlage Castle Mill für die Universität Oxford zwischen den Cripley-Meadow-Kleingärten und der Eisenbahn begonnen.
Der Bau war umstritten. Man sah den Blick auf Oxford durch die Gebäude gefährdet.

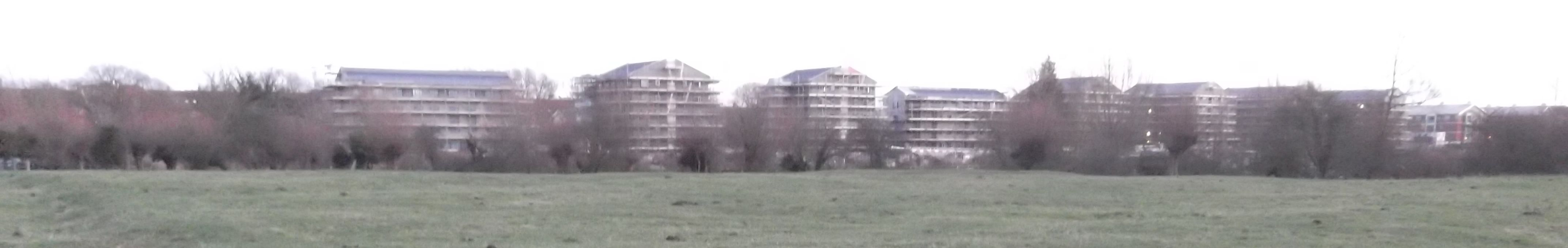
Blick auf die Studentenwohnheime der Universität Oxford